# Elias & the Wizzkids
Elias & the Wizzkids är ett svenskt pop-, blues- och rockband med rötter från Falun.

## Historia
Elias & the Wizzkids bildades ur Elias One Man Band, där den f.d. Perplex-gitarristen Elias Åkesson uppträdde på gator och småscener med gitarr, munspel, fottrumma och sång. År 2004 hade Åkesson tröttnat på att betraktas som en "rolig trubadur" och inför en spelning på Debaser i Stockholm slog han sig ihop med några bekanta från Falun. Bandet har blivit uppmärksammat i bland annat Dalademokraten samt Sveriges Radio P4 och P3. 
Efter sista skivsläppet på skivbolaget Hybris 2010 spelade bandet mindre men Elias fortsatte att spela själv under sitt alias "Elias One Man Band" tills han 2019 återigen ville dra ihop fullband. Denna gång fick han med sig Sveriges mest positiva basist Fredrik "Jackan" Backström (Väg mfl) samt trummisen Stellan Von Reybekiel (Shout Out Louds mfl). Det nya bandet tog med sig inspelningsteknikern David Svedmyr och spelade in 13 låtar under tre dagar i den legendariska Silence Studion i Värmland. Skivsläppet blev försenad pga Covid-19 som härjade för fullt. Släppet beräknas till Sommaren 2020.
Pga den försenade LPn spelade bandet in "Corona Song", helt live, direkt på rullband som släpptes i Maj 2020.
I Maj 2020 släppte bandet även en specialskriven låt till (fd Dalarnas Turistbyrå) Visit Dalarna med namn "Dalarna The Place I Call Home" inspelad, producerad och mixad av Stellan von Reybekiel på studio Ruskväder i Stockholm. 

## Medlemmar
- Elias Åkesson (f. 1982) - sång, gitarr, munspel, tamburin.
- Stellan Von Reybekiel - trummor, percussion
- Fredrik "Jackan" Backström - elbas

## Tidigare medlemmar
- Maria Formgren (f. 1981) - sång, percussion
- Jon Lennblad (f. 1980) - elbas, ståbas, körsång
- Daniel Vegerfors (f. 1981) - trummor percussion, körsång
- Pär Säthil (f.1983) - piano, orgel medlem från 2006

## Diskografi

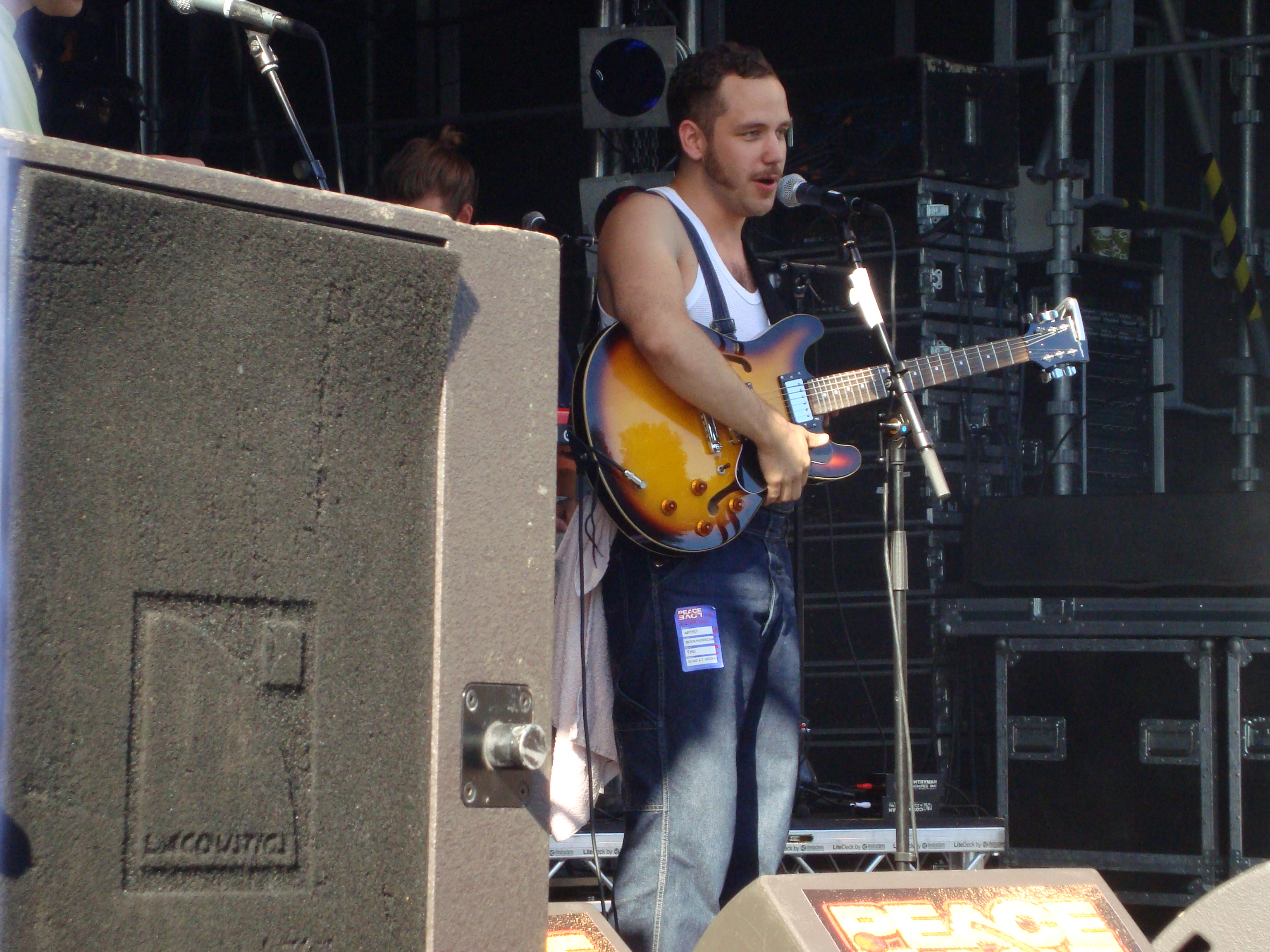
Elias Åkesson 2009.

### EP
- The Dance (2007)

### Singel
- Young & Hairy (2007)
- Mr Right Guy (2009)
- Corona Song (2020)
- Dalarna The Place I Call Home (2020)

### Album
- A Little Mess (2007)
- Just Do It (2010)
- Embrace All The Weirdness (2020)